# Macromitrium cirrosum
Macromitrium cirrosum là một loài Rêu trong họ Orthotrichaceae. Loài này được (Hedw.) Brid. mô tả khoa học đầu tiên năm 1826.